# Adersia oestroides
Adersia oestroides är en tvåvingeart som först beskrevs av Karsch 1888.  Adersia oestroides ingår i släktet Adersia och familjen bromsar. Inga underarter finns listade i Catalogue of Life.